# La zattera di pietra
La zattera di pietra (A jangada de pedra) è un romanzo scritto da José Saramago, pubblicato nel 1986 in Portogallo; in Italia uscì due anni dopo.

## Trama
A Cerbère, sui Pirenei Orientali, improvvisamente si spacca la terra, seminando panico e terrore tra gli abitanti. Non si conoscono le cause, ma ben presto si crea lungo tutto il confine tra Francia e Spagna una frattura così profonda che la Penisola iberica resta disancorata dal continente europeo e, trasformatasi in un'enorme zattera di pietra, inizia a vagare nell'Oceano Atlantico, verso ignoti orizzonti e destini. Sulla zattera, che rischia di speronare le Azzorre, i protagonisti sono costretti a fare i conti con la loro favolosa e fatale condizione di naviganti, in un clima di sospesa magia, tra eventi miracolosi e oscuri presagi. Le antiche rivali, Spagna e Portogallo, da sempre tenute ai margini dell'Europa, ora che non sono più vincolate a essa potrebbero dirigersi verso l'Africa e le Americhe, cui le lega un antico patrimonio comune di lingua e cultura.

## Edizioni italiane
- La zattera di pietra, traduzione di Rita Desti, Collana I Narratori, Milano, Feltrinelli, 1988,  p. 264, ISBN 978-88-07-01365-2.
- La zattera di pietra, Collana Einaudi Tascabili n.435, Torino, Einaudi, 1997,  p. 336, ISBN 978-88-06-14389-3.
- in  Romanzi e racconti, 1985-1998, a cura di Paolo Collo, Collana I Meridiani, Mondadori, 1999,  pp. 3-336, ISBN 978-88-04-46971-1.
- La zattera di pietra, Collana UEF n. 2217, Milano, Feltrinelli, 2010,  p. 285, ISBN 978-88-07-72217-2.